# Эль-Вуста
Эль-Ву́ста (Центральная; араб. المنطقة الوسطى‎) — мухафаза (после 2011 года) в Султанате Оман.
- Административный центр — город Хайма.
- Площадь — 79 700 км², население — 42 111 человек (2010 год).

## География
Расположен в средней пустынной части страны. В Эль-Вусте доминирует плоская пустынная равнина.
На северо-западе граничит с регионом Эль-Батина, на севере с регионом Эд-Дахилия, на северо-востоке с регионом Эш-Шаркия, на юго-западе с мухафазой Дофар, на западе с Саудовской Аравией. На востоке омывается Аравийским морем.

## Административное деление
Регион образован в 1991 году, до этого времени города и деревни региона распределялись между регионами Эд-Дахилия и Эш-Шаркия, а также мухафазой Дофар. Значительная часть населения региона — бедуины.
Регион Эль-Вуста делится на 4 вилайета с центрами в городах:
- Хайма
- Дукм
- Махут
- Эль-Джазир